# Cerro La Cruz (berg i Mexiko, Sonora, Aconchi)
Cerro La Cruz är ett berg i Mexiko.   Det ligger i kommunen Aconchi och delstaten Sonora, i den nordvästra delen av landet, 1 600 km nordväst om huvudstaden Mexico City. Toppen på Cerro La Cruz är 1 760 meter över havet. Cerro La Cruz ingår i Sierra de Aconchi.
Terrängen runt Cerro La Cruz är kuperad åt sydost, men åt nordväst är den bergig. Runt Cerro La Cruz är det mycket glesbefolkat, med 4 invånare per kvadratkilometer. Närmaste större samhälle är San José, 13,2 km sydost om Cerro La Cruz. Omgivningarna runt Cerro La Cruz är i huvudsak ett öppet busklandskap.